# C-pop
C-pop (abreviação de chinese pop) música pop chinesa ou música popular chinesa Hanzi: 色佩哦佩;pinyin: sé-pèi-ó-pèi) é um gênero musical originado na China, que se caracteriza por uma grande variedade de elementos audiovisuais. Abrange estilos e gêneros incorporados do ocidente como, Rhythm and blues, balada, Folk chinês, Rock chinês, Hip hop chinês, e a Música ambiente, além de suas raízes tradicionais de música chinesa.[carece de fontes?] O gênero surgiu com o Li jinhui, um dos primeiros artistas de C-pop em 1930. E a maior parte dos artistas contemporâneos de C-pop são de Honcongue, Taiuã e da China continental.